# أرنولد أولا بيرنز
أرنولد أولا بيرنز (بالإنجليزية: Arnold Burns)‏ (و. 1930 – 2013 م) هو محام من الولايات المتحدة الأمريكية .